# شيلدون تومسون
شيلدون تومسون (بالإنجليزية: Sheldon Thompson)‏ هو سياسي أمريكي، ولد في 2 يوليو 1785 في دربي في الولايات المتحدة، وتوفي في 13 مارس 1851 في بوفالو في الولايات المتحدة. حزبياً، نشط في حزب اليمين.